# Pedra do Colégio
A Pedra do Colégio é o símbolo da cidade de Cachoeiras de Macacu, no estado do Rio de Janeiro, no Brasil. Trata-se de um bloco rochoso de trezentos metros de comprimento. Se localiza a seis quilômetros do Centro da cidade. Seu nome deve-se ao fato de que, no começo da colonização, os padres jesuítas teriam utilizado o local para a catequização dos índios.
Em razão de suas características favoráveis à prática do voo livre, a Pedra do Colégio foi a sede do primeiro campeonato brasileiro dessa modalidade esportiva.